# Темник (документ)
Те́мники в постсоветских России и Украине — закрытые инструкции или директивы по освещению в негосударственных СМИ актуальных событий, которые выдавались руководителям этих СМИ администрациями президентов этих стран, начиная с Бориса Ельцина в России и Леонида Кучмы в Украине. Название «темник» происходит от начального названия этого документа: «Темы недели».

## В России
Со второй половины 1990-х годов, когда администрацию президента Бориса Ельцина возглавил Анатолий Чубайс, Кремль начал проводить для руководителей СМИ еженедельные установочные совещания, на которых обсуждались главные темы предстоящей недели и то, под каким углом их необходимо было освещать — так называемые «темники».
В январе 2022 года «Радио Свобода» сообщила, что сотрудники воронежского Центра управления регионом по ошибке создали открытый телеграм-канал под названием «Федеральный контент», где публиковали правила по освещению деятельности президента и правительства в региональных изданиях. Канал пропал из поисковой выдачи, а ссылка на него перестала работать после публикаций в СМИ. Подсказки публиковали в открытом доступе в течение восьми месяцев. В их числе, например, подобранные тезисы из послания президента Владимира Путина, которые были «наиболее позитивно восприняты аудиторией» — о выплатах семьям с детьми, «переменах» в сфере образования, новые машины скорой помощи в селах. Модераторы канала просили журналистов в публикациях делать акцент на этих данных.
В августе 2022 года издание Meduza опубликовало материал о подготовке администрацией президента РФ методичек для провластных СМИ и политиков, где рекомендуют проводить параллели между войной с Украиной, крещением Руси и Невской битвой. К моменту выхода статьи на пользовании темником были пойманы сразу несколько провластных СМИ:
- интернет-издание «Газета.Ru» под видом авторской статьи «Крещение Руси и спецоперация на Украине: что общего?» за авторством Николая Корсакова от 28 июля попросту скопировала абзацы из пособия от администрации президента в контексте «защиты угнетаемых» и «борьбы с безбожниками»,
- в этот же день аналогичную статью выпустило ФедералПресс,
- 15 июля Regnum опубликовало статью Евгения Цоца «Новый поход на Русь: что связывает спецоперацию и Невскую битву», сравнивающее сражение XIII века с военной кампанией века XXI.

## На Украине
В 2001—2004 годах администрация президента Украины Леонида Кучмы ежедневно выдавала закрытые директивы руководству украинских СМИ, содержащие подробные инструкции относительно того, каким образом необходимо освещать в новостях политические события на Украине.
Сами темники не являлись рекомендациями, имея гораздо больше общего с приказами. Круг людей, получавших темники, ограничивался высшим руководством СМИ и их главными редакторами. Непосредственно к редакторам телевизионных программ и журналистам указания извне доходили уже в интерпретациях руководства.
Распространённые оригиналы темников и интервью с журналистами, проведённые Human Rights Watch, свидетельствуют, что темники требовали такого освещения событий в новостях, чтобы Президент страны Леонид Кучма и политическая партия СДПУ (о) были представлены в благоприятном свете («тема важная и актуальная»), а отрицательная или двусмысленная информация сводилась к минимуму или отсекалась. Кроме того, выпуски новостей должны были подавать отрицательную или неподходящую информацию об оппозиционных политиках и партиях, или вообще игнорировать любые информационные поводы, связанные с оппозицией («комментарий отсутствует»).
Выполнение «рекомендации» обеспечивалось благодаря опасениям непрерывных проверок со стороны государственных органов (напр., налоговой администрации) и отмены лицензии на трансляцию. Сотрудникам телевизионных каналов невыполнение «рекомендаций» грозило понижением в должности, сокращением заработной платы, а то и потерей работы.
Технология была импортирована из Российской Федерации работавшими на Украине политтехнологами Игорем Шуваловым, Маратом Гельманом и Глебом Павловским, которым помогали сотрудничавший с администрацией президента Сергей Васильев и Михаил Погребинский, чей Центр эффективной политики занимался основной работой. В дальнейшем технология активно использовалась Виктором Януковичем на президентских выборах 2004 года.
По данным «Украинской правды», использование темников прекратилось после Оранжевой революции 2004 года, но никакой ответственности за их создание и использование никто не понёс.

В 2010-х годах отдельные украинские СМИ (например, «Украинская правда» и «Страна.ua») называли так же инструкции для депутатов Блока Петра Порошенко и дружественных спикеров. Автором одного из таких документов был указан Виктор Уколов. Одна из рекомендаций спикерам от БПП в декабре 2015 года по ошибке была отправлена на электронную почту новостного сайта Украинские новости.

### Разоблачение
Первая публикация темников произошла в 2002 году в интернет-издании «Украинская правда», получившем документы от одного из журналистов.
Темники были показаны в эфире общенационального Первого национального телеканала в посвящённой проблеме цензуры в украинских СМИ программе Оксаны Марченко журналисткой украинской службы «Радио «Свобода»» Юлией Жмакиной по предложению депутата от «Батькивщины» Николая Томенко.